# Johann Friedrich Lobstein
Johann Friedrich Lobstein (1736-1784) (* Lampertheim, perto de Estrasburgo, 30 de Março de 1736, † Estrasburgo, 11 de Outubro de 1784) foi um cirurgião e anatomista alemão. Era irmão do teólogo Johann Michael Lobstein (1740–1794) e tio do médico patologista Jean-Frédéric Lobstein (1777-1835).

## Biografia
Depois de um período estudando obstetrícia em sua cidade natal, Lobstein foi a Paris onde teve como professores Lery e Baudelocque, publicou diversos tratados de obstetrícia, e atuou como médico militar durante o período napoleônico.
Em 1760 doutorou-se na Universidade de Estrasburgo. Em seguida viajou também para a Holanda. Em 1764 recebeu o cargo de Demonstrador de anatomia e em 1768 é nomeado professor de Anatomia e Cirurgia da Universidade de Estrasburgo, na vaga de Georg Heinrich Eisenmann (1693–1768) que havia morrido.

## Obra
- De nervo spinali ad par vagum accessorio, 1760